# Marie-Aurore de Kœnigsmark
Pour les articles homonymes, voir Kœnigsmark.
Marie-Aurore, comtesse de Kœnigsmark, née le 28 avril 1662 à Stade (Brême-et-Verden) et morte le 16 février 1728 à Quedlinbourg, est une maîtresse du roi Auguste le Fort puis prieure de l'abbaye de Quedlinbourg. Une personnalité réputée par son esprit et sa beauté, Voltaire la considère, à l'instar de Catherine II, comme « la femme la plus célèbre de deux siècles ».

## Biographie
Issu de la famille de Kœnigsmark, elle naît dans l'ancienne ville hanséatique de Stade, depuis 1648 capitale des duchés unis de Brême-et-Verden gouvernés par les rois de Suède, et passa son enfance au château d'Agathenburg. Marie-Aurore est la fille du comte Kurt-Christophe de Kœnigsmarck (1634-1673), lui-même un fils du maréchal Hans Christoff de Kœnigsmark et frère d'Otto Wilhelm de Kœnigsmark, lieutenant-gouverneur et commandeur de Stade qui tomba sur le champ de bataille durant le siège de Bonn en 1673, et de son épouse Marie-Christine de Wrangel (1638-1691), demi-sœur de Carl Gustaf Wrangel, commandant en chef des armées suédoises. Elle a deux frères : Charles-Jean de Kœnigsmark, officier et aventurier, et Philippe-Christophe de Kœnigsmark, officier supérieur de cavalerie à la cour de Hanovre. 
De son 15e anniversaire, elle a visité des cours allemandes et suédoises en compagnie de sa mère. À la mort de cette dernière, en 1691, elle demeura à Hambourg avec sa sœur cadette  pendant un certain temps. En 1694, elle vient à Dresde pour solliciter auprès de l'électeur de Saxe, Auguste le Fort (futur roi de Pologne) pour éclaircir le sort de son frère Philippe-Christophe ayant disparu à la cour des Welf de Hanovre. Elle inspire alors à ce prince, marié à Christiane-Eberhardine de Brandebourg-Bayreuth, une vive passion, à laquelle elle ne tarde pas à répondre. Le 28 octobre 1696 à Goslar, un enfant illégitime naît de cette relation : Maurice de Saxe, futur maréchal de France et arrière-grand-père de George Sand. 
Après avoir joué quelque temps un rôle des plus brillants à la cour de son royal amant, leurs relations se refroidirent et Marie-Aurore se retire dans l'abbaye de Quedlinbourg, dont elle est parvenue à devenir coadjuteure puis prieure (office qui lui confère la dignité de princesse du Saint-Empire) et se consacre dès lors tout entière à l'éducation de son fils. Pendant la grande guerre du Nord, en 1702, elle se mit à une mission de médiation le camp de l'armée du roi Charles XII de Suède, mais sans obtenir de résultat positif. 
Elle meurt à Quedlinbourg le 16 février 1728 et fut enterrée dans l'église collégiale Saint-Servais, où elle repose aux côtés des princesses-abbesses Anne II de Stolberg, Anne III de Stolberg et Marie Élisabeth de Holstein-Gottorp. 
Une femme instruite, Marie-Aurore maîtrisait plusieurs langues et quelques instruments de musique, comme le luth et la viole de gambe. Elle laissa des œuvres littéraires et des livrets, ainsi que des chansons d'amour et des cantates. Le compositeur baroque Reinhard Keiser lui a dédié deux de ses opéras.